# 9067 Katsuno
9067 Katsuno è un asteroide della fascia principale. Scoperto nel 1993, presenta un'orbita caratterizzata da un semiasse maggiore pari a 2,8009557 UA e da un'eccentricità di 0,1522212, inclinata di 7,66437° rispetto all'eclittica.